# Petrobrazi
Rafinăria Petrobrazi este o rafinărie de petrol din România.
Este amplasată în sud-vestul a orașului Ploiești, în comuna Brazi, și ocupă o suprafață de aproximativ 440 hectare.
Primele capacități de prelucrare a țițeiului au fost puse în funcțiune în anul 1934 și prelucrau 300.000 tone/an.
După cel de-al doilea război mondial, Petrobrazi și-a dezvoltat continuu atât capacitatea de prelucrare a țițeiului, cât și structura de fabricație, ajungând ca în prezent să fie una din cele mai complexe platforme petrochimice din România.
Începând cu luna septembrie 1997, Petrobrazi a fost integrată în Petrom, devenind automat una din sucursalele sale.

## Istorie

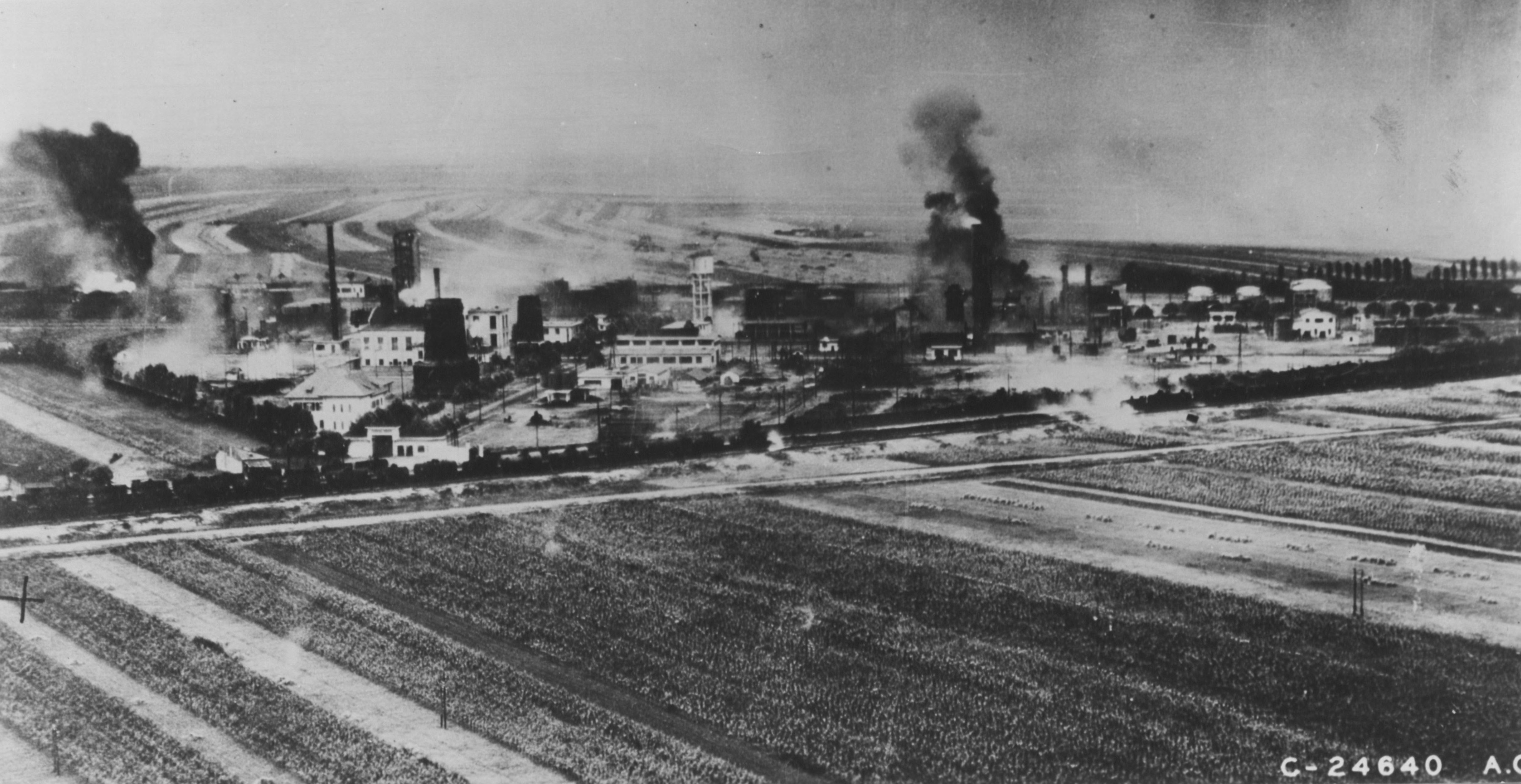
Rafinăria Brazi în timpul bombardamentului din 1943

Rafinăria a fost inaugurată de Societatea Creditul Minier în data de 17 iunie 1934 pe un teren din apropierea stației de cale ferată Brazi, lângă orașul Ploiești. În timpul celui de-Al Doilea Război Mondial, rafinăria Creditul Minier a fost bombardată puternic, fiind distrusă în proporție de 75%. Primul atac asupra rafinăriei a avut loc pe 1 August 1943 în timpul Operațiunii Tidal Wave. Datorită apărării aeriene slabe deasupra rafinăriei, 16 bombardiere B-24 ale Forțelor Aeriene ale Armatei SUA au reușit să arunce un număr de 46 de bombe explozive și mai multe bombe incendiare. Unele bombe cu explozie întârziată au fost demontate pe 2 August, dar efectele bombardamentului asupra rafinăriei au fost grave.
Pentru refacerea rafinăriei, a fost primit ajutor financiar de la Ministerul Economiei și de la guvernul german. În iulie 1944, rafinăria a mai fost bombardată odată de aviația americană, distrugânduse fundațiile instalației de distilare. După 23 august 1944, instalația de cracare a pacurei a fost lovită de bombardiere germane, dar a fost refăcută pâna la finalul anului, iar în octombire 1944 a fost reluată activitatea cu o producție de 530 tone de țiței pe zi. Reparațiile au continuat până în 1945.
După naționalizarea din 1948, rafinăria a fost numită Rafinăria 7, redenumită apoi Rafinăria Brazi în 1956. În 1991, Combinatul Petrochimic Brazi a devenit societatea pe acțiuni Petrobrazi SA, iar din 1997 aceasta a devenit o sucursală a Petrom. După achiziția Petrom de către OMV, compania a trecut printr-un proces amplu de restructurare.
Petrom a preluat din nou, în ianuarie 2006, pachetele de control ale companiilor de servicii de întreținere în rafinării, Rafiserv Petrobrazi și Rafiserv Arpechim, care au fost externalizate înainte de privatizarea Petrom, în anul 2004.
Prin cele două rafinării proprii, Petrobrazi și Arpechim, Petrom are o capacitate anuală de rafinare de opt milioane de tone, ceea ce reprezintă circa 40% din capacitatea totală de rafinare a țițeiului în România.
În anul 2005, Petrobrazi avea o capacitate de rafinare de 4,5 milioane tone anual.
În anul 2006, rafinăria a procesat aproximativ 3,1 milioane de tone de țiței, iar cifra de afaceri a fost de 67,2 milioane lei.
În 2013 CEO-ul OMV, Gerhard Roiss, anunța că în 2014 se preconizează finalizarea unor lucrări de modernizare a rafinăriei Petrobrazi, singura unitate de procesare a petrolului din portofoliul Petrom, în valoare de 600 milioane de euro. În cadrul acestui program Petrom  a inclus și punerea în funcțiune a unei noi instalații de desulfurare a gazelor, instalație în valoare de 40 milioane euro.
Unul dintre proiectele majore, finalizat în 2019, este noua unitate Polyfuel. Instalația, o investiție de aprox. 60 mil. euro, este prima de acest gen pentru Grupul OMV și va utiliza tehnologie de ultimă generație și ecologică. Pe lângă o structură mai flexibilă de producție a rafinăriei, acest proiect va permite creșterea numărului de produse cu cerere mare și valoare ridicată, transformând până la 50.000 tone/an de GPL în motorină și benzină.